# 钦州柯
钦州柯（学名：Lithocarpus qinzhouicus）是壳斗科柯属的植物，是中国的特有植物。分布在中国大陆的贵州、广西等地，生长于海拔200米的地区，常生长在与马尾松、山谷常绿阔叶林或锥属植物混生，目前尚未由人工引种栽培。